# Тројна
Тројна (итал. Troina) је насеље у Италији у округу Ена, региону Сицилија.
Према процени из 2011. у насељу је живело 9081 становника. Насеље се налази на надморској висини од 1055 м.

## Становништво
Према резултатима пописа становништва 2011. у општини је живело 9.628 становника.
| 1931.  | 1936.  | 1951.  | 1961.  | 1971.  | 1981.  | 1991.  | 2001.  | 2011. |
| ------ | ------ | ------ | ------ | ------ | ------ | ------ | ------ | ----- |
| 12.361 | 12.024 | 14.075 | 13.066 | 11.853 | 11.052 | 10.406 | 10.061 | 9.628 |

## Партнерски градови
- Кутанс